# Norman Bridwell
Norman Bridwell (Kokomo, Indiana, 15 de fevereiro de 1928 – Oak Bluffs, Massachusetts, 12 de dezembro de 2014) foi um autor e desenhista estadunidense. Seu trabalho mais conhecido é o Clifford, personagem da série de livros infanto-juvenis Clifford the Big Red Dog.